# Человек, несущий смерть
«Человек, несущий смерть» — фантастический кинофильм режиссёра Майка Ходжеса, снятый в 1974 году. Экранизация романа Майкла Крайтона «Человек-компьютер».

## Сюжет
Гарри Бенсон, молодой талантливый программист с очень высоким IQ, страдает эпилепсией. У него случаются припадки, после которых он приходит в себя в незнакомых местах и не помнит, что с ним творилось. Из-за этого он становится кандидатом на проведение экспериментальной психохирургической операции под названием «Стадия № 3», которая заключается в имплантации электродов в мозг пациента, подключённый к ним микрокомпьютер обнаруживает начало припадка и использует электрические импульсы, чтобы остановить его. Сначала операция кажется успешной.
Однако Джанет Росс, психиатр Бенсона, опасается, что после операции у него начнётся ещё более серьёзный психоз: программист ненавидит компьютеры, и она боится, что слияние его человеческой личности с «машинной» спровоцирует сильный психологический кризис…

## В ролях
- Джордж Сигал
- Джоан Хакетт
- Джейсон Уингрин — инструктор